# Apocepon
Apocepon är ett släkte av kräftdjur. Apocepon ingår i familjen Bopyridae.
Kladogram enligt Catalogue of Life:
| Apocepon | \| \| Apocepon digitatum \| \| \| \| \| \| Apocepon leucosiae \| \| \| \| \| \| Apocepon pulcher \| \| \| \| |
|          | \| \| Apocepon digitatum \| \| \| \| \| \| Apocepon leucosiae \| \| \| \| \| \| Apocepon pulcher \| \| \| \| |
|          | Apocepon digitatum                                                                                           |
|          | |
|          | Apocepon leucosiae                                                                                           |
|          | |
|          | Apocepon pulcher                                                                                             |
|          | |